# Cantonul Langeac
Cantonul Langeac este un canton din arondismentul Brioude, departamentul Haute-Loire, regiunea Auvergne, Franța.

## Comune
- Chanteuges
- Charraix
- Langeac (reședință)
- Mazeyrat-d'Allier
- Pébrac
- Prades
- Saint-Arcons-d'Allier
- Saint-Bérain
- Saint-Julien-des-Chazes
- Siaugues-Sainte-Marie
- Vissac-Auteyrac